# معاين (ذي السفال)

تعديل مصدري - تعديل

معاين هي إحدى قرى عزلة ذي الحود ومعاين بمديرية ذي السفال التابعة لمحافظة إب، بلغ تعداد سكانها 636 نسمة حسب تعداد اليمن لعام 2004.